# Trézène (mythologie)
Pour les articles homonymes, voir Trézène.
Trézène (en grec ancien Τροιζήν / Troizên) est un personnage de la mythologie grecque.
Fils de Pélops et d'Hippodamie, il est le frère d'Alcyone, des jumeaux Thyeste et Atrée, Sicyon, de Sciron, de Coprée, d'Alcathoos, de Nicippé, de Cléoné, Eurydice, d'Eurymède et de Pitthée. Ainsi que de Chrysippe, le fils que son père avait eu avec la nymphe Danaïs.
Il est destiné à partager un royaume avec son frère Pitthée et avec le roi Aétios. Lui et Aétios meurent laissant à Pitthée les villes d'Anthéia et de Hypéréia, qu'il réunit en une seule ville, Trézène.
Pausanias lui attribue deux fils, Anaphlystos et Sphéttos, qui s’établirent en Attique et y fondèrent deux bourgs, correspondants à deux dèmes qui prirent leur nom.